# Pandanus palawensis
Pandanus palawensis är en enhjärtbladig växtart som beskrevs av Ugolino Martelli. Pandanus palawensis ingår i släktet Pandanus och familjen Pandanaceae. Inga underarter finns listade.